# Desiree Correa
Desiree Correa, née le 20 octobre 1953 à Aruba, est une autrice de livres pour enfants d'Aruba. Elle écrit principalement en papiamento mais aussi en espagnol et en néerlandais. Elle travaille également dans l'enseignement et comme traductrice.

## Biographie

### Jeunesse et formation
Desiree Clotilde Correa est née à Aruba le 20 octobre 1953, de parents colombiens. Elle fait ses études à l'Académie pédagogique d'Aruba où son professeur néerlandais encourage son talent d'écrivain, lui conseillant de conserver ses dissertations pour les publier plus tard. Lors d'un voyage d'étude au Venezuela, Désirée Correa soumet le manuscrit Elefina Elefante (1978) à un concours d'écriture de contes pour enfants et remporte le premier prix. Comme récompense, le livre est publié et distribué à toutes les écoles primaires de Caracas, au Venezuela. Desiree Correa écrit ensuite en néerlandais Mosa's Eiland (1984), qui est un grand succès à Aruba. Avec l'aide de Miep Diekmann, une autrice néerlandaise de livres pour enfants qui soutient les auteurs de Caruba, le livre est également publié par les Éditions Leopold (en) aux Pays-Bas.

### Enseignement
Après avoir terminé ses études, Desiree Correa travaille comme professeure d'espagnol au Maria College à Aruba, puis, à partir de 1984, à Saint-Martin au Milton Peter College et à l’École d'enseignement secondaire professionnel. Elle est aussi experte des examens au Bureau des examens et impliquée dans les tests de naturalisation pour les étrangers demandant la nationalité néerlandaise. Elle travaille également dans le groupe d'histoire de Curriculum Development, où elle développe une méthode d'histoire pour l'école primaire avec Etty Erasmus et Rita Lampe-Jansen. En plus de l'écriture, Desiree Correa travaille plus de vingt ans dans l'enseignement,,. 

### Écriture
Désirée écrit en espagnol et en néerlandais, mais principalement en papiamento. Il y a peu de livres pour enfants d'Aruba et le papiamento ne dévient obligatoire dans l'enseignement secondaire qu'en 2000. Desiree Correa pense que les enfants d'Aruba lisent trop peu. Avec ses livres, elle veut leur permettre de se reconnaître et s'identifier aux personnages,.
Mosa's eiland (nl), publié en 1984, en néerlandais antillais pour des pré-adolescents, décrit le modèle familial caribéen dans lequel la mère est un élément central, souvent dominatrice et le père souvent machiste. Le titre fait référence à l'île d'Aruba, symbole de l'isolement de l'héroïne, Mosa, fillette coincée à la fois sur son île et dans sa famille. Hedi Verhaar en illustre la couverture. 
Elle écrit Domi van het bos (2003), illustré par Ariadne Faries, distribué lors du festival annuel du livre pour enfants. En outre, elle promeut également la prose et la poésie dans la société d'Aruba à travers le projet « Explora Arte Poesia ». Elle participe également au Siman di Buki, la semaine du livre aux Antilles.
Manuel, publié en 2008, aborde des sujets plus sérieux comme la discrimination, l'amour et la grossesse chez les adolescentes. Avec ce livre, elle souhaite s'adresse à un public adolescent.
En 2020, pendant le confinement, elle commence la rédaction de Drama Real publié en 2022. Le roman raconte l'histoire de la naissance de jumeaux à la peau sombre et aux cheveux bouclés dans une famille aux racines européennes, et traite du racisme et du sexisme,.

### Promotion de la lecture et de l'écriture
Desiree Correa participe à la promotion de la prose et la poésie d'Aruba avec le projet « Explora Arte Poesia » et participe activement au Siman di Buki, la semaine du livre aux Antilles et participe au Festival du livre pour enfants de la Bibliothèque nationale d'Aruba depuis 1990,.
Pour la fondation NANA, elle se rend dans plusieurs îles des Antilles néerlandaises pour promouvoir la lecture à l'invitation de l'ambassade des Pays-Bas et participe en 2003 à la Foire du livre de Bogota en Colombie où elle anime des ateliers et de présentations.
Depuis 2006, Désirée donne également des cours d'écriture et un cours d'écriture de livres pour enfants et un cours de poésie pour enfants.
« Ce serait formidable si les écrivains d'Aruba pouvaient être soutenus comme les écrivains des Pays-Bas. Qu'on s'occupe de vous, alors que vous n'avez rien d'autre à faire qu'à écrire pendant un an. Cela me semble fantastique. »
Desiree Correa a trois enfants.

## Distinctions
En 2000, Desiree Correa reçoit le Tapushi Literario (nl) un prix littéraire pour la région de la langue papiamento.

## Œuvres
- Elefina Elefante, 1978
- (nl) Mosa's eiland (nl), 1984, ill. Hedi Verhaar, Oranjestad, Charuba, La Haye, Leopold, 1984  (ISBN 978-9025831974)
- Un chispa di Tempo, 1997, 2 vol. livre d'histoire pour l'école primaire
- Un nomber pa e Princess, 2000
- Festimucha, 2001
- Compa Nanzi, 2002,
- Domi van het bos, Amsterdam, N.A.N.A., 2003  (ISBN 90-808068-1-1)
- Domi in den Mondi, Amsterdam, N.A.N.A., 2003  (ISBN 90-808068-2-X)
- Drumi Dushi, 2004
- Manuel, 2008
- Doño di curpa, 2010
- Pepe Picuda et Didi Djindja, 2011
- Mi stima mi mes, 2014, magazine pour enfants
- Christmas without ayaca, 2015
- Den Kibra di madruga, 2017
- Drama Real, 2022